# Conocramboides seychellellus
Conocramboides seychellellus là một loài bướm đêm trong họ Crambidae.